# پوند جامائیکا
پوند جامائیکا (به انگلیسی: Jamaican pound) یکای پول رایج در کشور جامائیکا است. مسئولیت کنترل این واحد پولی برعهدهٔ بانک جامائیکا قرار دارد.